# دلیلی برای زندگی، دلیلی برای مرگ
دلیلی برای زندگی، دلیلی برای مرگ (انگلیسی: A Reason to Live, a Reason to Die) در ایران با نام ارتش هشت‌نفره شناخته می‌شود، فیلمی در ژانر وسترن اسپاگتی است که در سال ۱۹۷۲ منتشر شد.

## بازیگران
- جیمز کابرن
- تلی ساوالاس
- باد اسپنسر
- راینهارد کولدهوف
- بنیتو استفانلی
- ژرژ ژره
- خوزه سوارز
- کارلا مانچینی